# 代因扎
代因扎（转写：deinje，？—1626年:151），清朝太祖努尔哈赤的庶妃。

## 生平
代因扎生平家系不详，《满洲实录》满文称“ᠪᡠᠶᠠ 
ᡶᡠᠵᡳᠨ”（buya fujin），翻译为小福晋:151，或译为“妃”。《清史稿》称为庶妃。当是努尔哈赤的婢妾。
天命十一年（1626年）八月，努尔哈赤逝世，四大贝勒（代善、阿敏、莽古尔泰、皇太极）主政，“诸王”以努尔哈赤遗言的名言令大福晋阿巴亥殉葬。庶妃阿濟根、代因扎亦一同殉葬。
代因扎满文为“ᡩᡝᡳᠨᠵᡝ”（deinje），更准确的音译为“德因哲”:151。在不清楚满文的背景下，有认为“代因扎”与告发大福晋罪行致其被废的小福晋塔因查之名音节相近，指两人为同一人，误称塔因查为德因泽。实际上，塔因查满文为“ᡨᠠᡳᠨᠴᠠ”（tainca），两者满文并不相同。她是否是努尔哈赤庶妃兆佳氏等人中的一人，不得而知:148，151。